# Simon från Kyrene

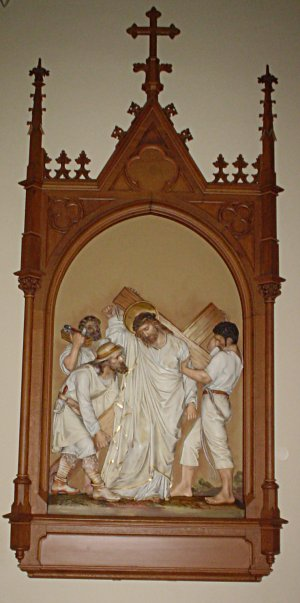
Illustration av hur Simon hjälper Jesus att bära korset.

Simon från Kyrene var den man som enligt Nya testamentet tvingades att bära Jesu kors till Golgata.
Enligt föreskrifterna skulle den dödsdömde själv bära avrättningsredskapet, i detta fall sannolikt den löstagbara tvärbjälken på korset. Simon beordrades att bära denna, eftersom Jesus var utmattad.
Simon omnämns i Matteusevangeliet 27:32, Markusevangeliet 15:21 och Lukasevangeliet 23:26.